# Zăvoiu (okręg Bihor)
Zăvoiu – wieś w Rumunii, w okręgu Bihor, w gminie Sâmbăta. W 2011 roku liczyła 246 mieszkańców.